# Keith Lee (cestista)
Keith DeWayne Lee (West Memphis, 28 dicembre 1962) è un ex cestista e allenatore di pallacanestro statunitense, professionista nella NBA e in Argentina.

## Carriera
È stato selezionato dai Chicago Bulls al primo giro del Draft NBA 1985 (11ª scelta assoluta).

## Statistiche

### College
| Anno      | Squadra        | PG  | PT | MP   | TC%  | 3P% | TL%  | RP   | AP  | PRP | SP  | PP   |
| --------- | -------------- | --- | -- | ---- | ---- | --- | ---- | ---- | --- | --- | --- | ---- |
| 1981-1982 | Memphis Tigers | 29  | -  | 35,9 | 53,8 | -   | 75,3 | 11,0 | 2,3 | 1,0 | 3,5 | 18,3 |
| 1982-1983 | Memphis Tigers | 31  | -  | 35,8 | 50,2 | -   | 82,0 | 10,8 | 1,9 | 1,0 | 3,1 | 18,7 |
| 1983-1984 | Memphis Tigers | 33  | -  | 34,5 | 54,1 | -   | 77,5 | 10,8 | 2,1 | 0,8 | 2,3 | 18,4 |
| 1984-1985 | Memphis Tigers | 35  | -  | 32,6 | 49,6 | -   | 78,0 | 9,2  | 1,5 | 0,7 | 1,3 | 19,7 |
| Carriera  | Carriera       | 128 | -  | 34,6 | 51,8 | -   | 78,2 | 10,4 | 2,0 | 0,5 | 2,8 | 18,8 |

### NBA

#### Regular Season
| Anno      | Squadra             | PG  | PT | MP   | TC%  | 3P%  | TL%  | RP  | AP  | PRP | SP  | PP  |
| --------- | ------------------- | --- | -- | ---- | ---- | ---- | ---- | --- | --- | --- | --- | --- |
| 1985-1986 | Cleveland Cavaliers | 58  | 38 | 20,6 | 46,6 | 22,2 | 78,1 | 6,1 | 1,2 | 0,5 | 0,6 | 7,4 |
| 1986-1987 | Cleveland Cavaliers | 67  | 1  | 13,0 | 45,5 | 0,0  | 71,3 | 3,7 | 1,0 | 0,4 | 0,6 | 6,1 |
| 1988-1989 | N.J. Nets           | 57  | 4  | 14,7 | 42,2 | 0,0  | 74,6 | 4,5 | 0,7 | 0,4 | 0,6 | 4,8 |
| Carriera  | Carriera            | 182 | 43 | 16,0 | 45,1 | 16,7 | 74,6 | 4,7 | 1,0 | 0,4 | 0,6 | 6,1 |

## Palmarès

### Giocatore
- NCAA AP All-America First Team (1985)
- 2 volte NCAA AP All-America Second Team (1982, 1983)
- NCAA AP All-America Third Team (1984)
- All-USBL Second Team (1994)
- USBL All-Defensive Team (1994)
- Miglior rimbalzista USBL (1994)